# Josef Rajský
Josef Rajský (6. dubna 1875 Vysoké nad Jizerou – 1. května 1968 Praha) byl český herec a divadelní inspicient.

## Život
Jeho otcem byl Josef Rajský (1842–1900), matkou Juliana roz. Hašková (1840–1879. Vyučil se rukavičkářem a několik let pracoval jako rukavičkářský pomocník. Před rokem 1914 začal působit v divadle Uranie jako inspicient a herec epizodních rolí.
V roce 1920 se poprvé objevil ve filmu Rudolfa Liebschera s názvem Melchiad Koloman. Film byl natáčen na dvorku divadla Uranie. Josef Rajský v něm sehrál roli nazvanou ve scénáři Jiljí Ješek. V následujícím roce 1921 hrál v dalším filmu, který se natáčel také na dvorku divadla Uranie a jmenoval se Sázka o hubičku (Miroslav Josef Krňanský, Igor Kouša). Josef Rajský v něm hrál obecního strážníka.
Pak se na deset let u filmu odmlčel, až v letech 1931 a 1932 se vrátil do filmových atelierů a hrál v 6 filmech:
- Dobrý voják Švejk (Martin Frič, 1931), kde hrál blázna,
- Miláček pluku (Emil Artur Longen, 1931), kde sehrál roli důstojníka – nadporučíka Bednáře,
- To neznáte Hadimršku (Karel Lamač a Martin Frič, 1931), kde si zahrál roli policejního úředníka na komisařství. Stejnou roli pak hrál i v německé verzi filmu,
- .Lelíček ve službách Sherlocka Holmese ( Karel Lamač, 1932) – role věřitele pana Lelíčka,
- Děvčátko, neříkej ne! (Josef Medeotti-Boháč, 1932), kde hrál filmaře (jeho ve filmu poslední role).

Z jeho soukromí toho není mnoho známo, snad jen to, že měl bratra Jana Rajského (* 1883), Antonína Rajského (* 1885, ten byl v divadle Uranie rekvizitářem), a sestru Julii (* 1868). Až do smrti zůstal svobodný a bezdětný.